# Pieris cheiranthi
Pieris cheiranthi là một loài bướm ngày thuộc họ Pieridae. Nó là loài đặc hữu của quần đảo Canaria (Tây Ban Nha). Môi trường sống tự nhiên của chúng là các khu rừng ôn hòa. Nó bị đe dọa do mất môi trường sống.
Sải cánh dài 57–66 mm. Chúng bay từ tháng 3 đến tháng 10.
Ấu trùng ăn Tropaeolum majus en Crambe strigosa.

## Hình ảnh

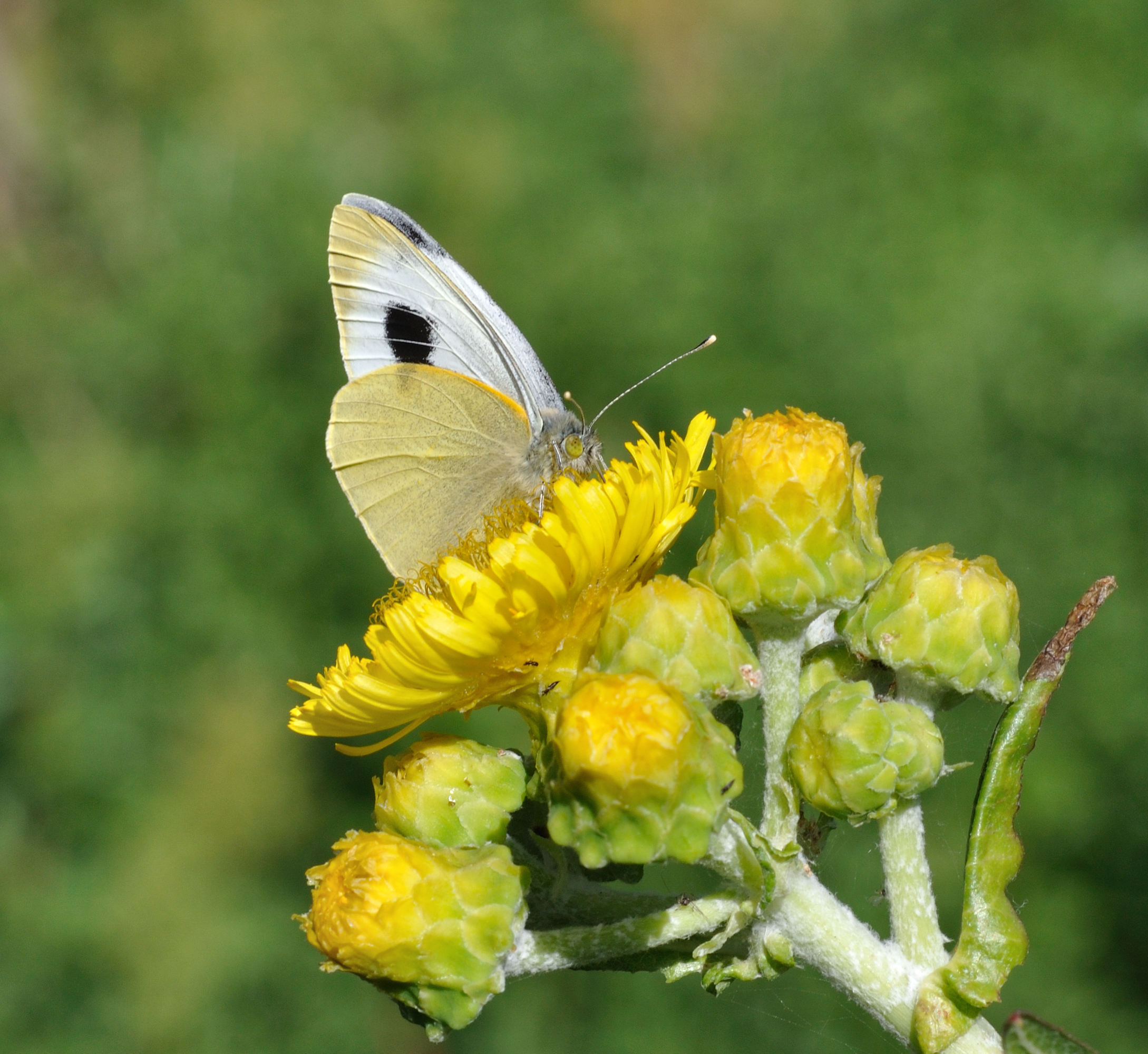
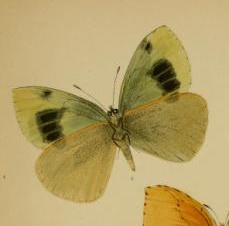
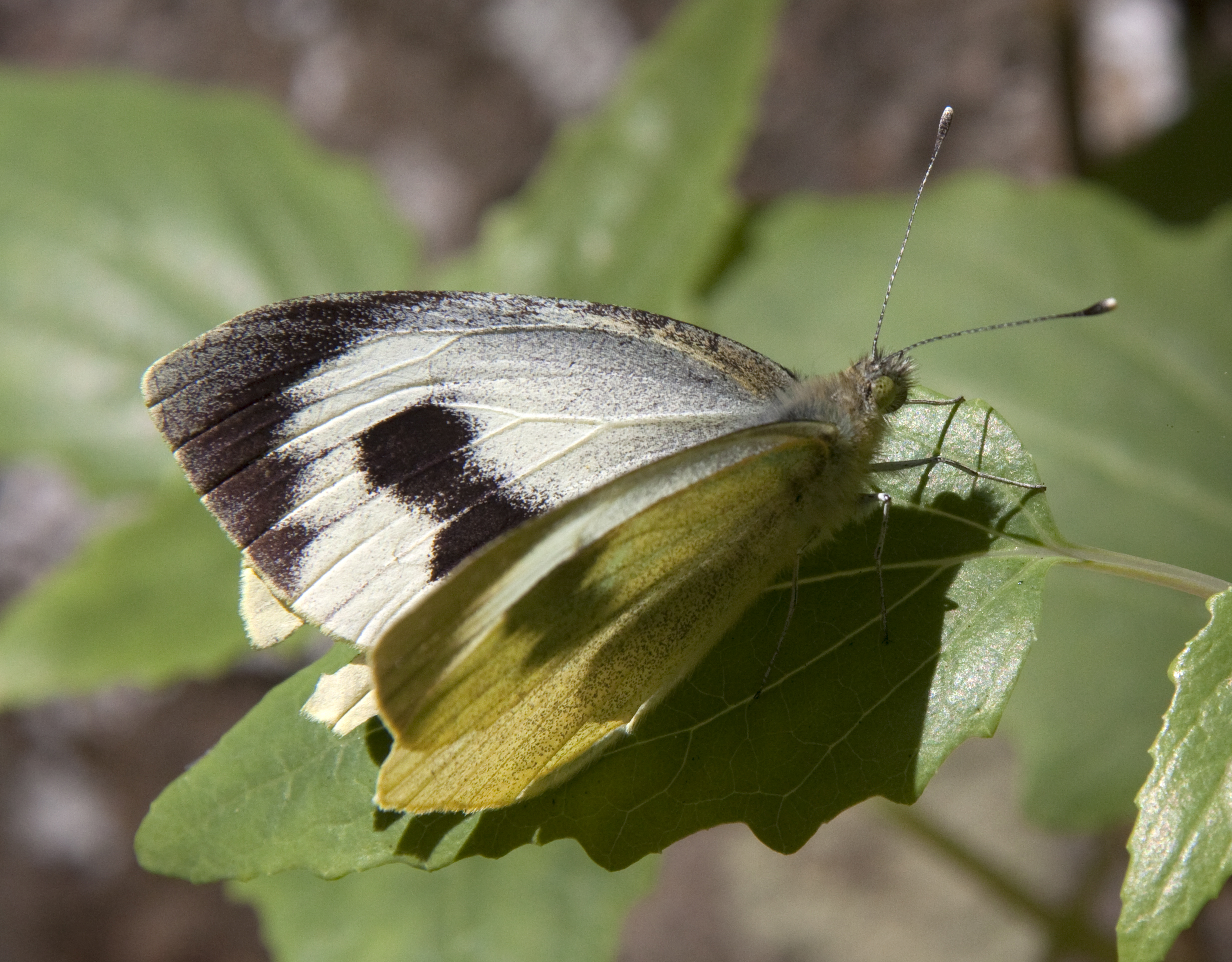